# Du härlige som gick på jorden
Du härlige som gick på jorden är en psalm med text skriven 1927 av Natanael Beskow med musik skriven 1704 i Halle.

## Publicerad i
- Psalmer och Sånger 1987 som nr 671 under rubriken "Att leva av tro - Efterföljd - helgelse".[1]